# Пітерсбург (Мічиган)
Пітерсбург (англ. Petersburg) — місто (англ. city) в США, в окрузі Монро штату Мічиган. Населення — 1171 особа (2020).

## Географія
Пітерсбург розташований за координатами 41°53′57″ пн. ш. 83°42′49″ зх. д. / 41.89917° пн. ш. 83.71361° зх. д. (41.899216, -83.713557).  За даними Бюро перепису населення США в 2010 році місто мало площу 1,24 км², уся площа — суходіл.

## Демографія
Згідно з переписом 2010 року, у місті мешкало 1146 осіб у 449 домогосподарствах у складі 315 родин. Густота населення становила 921 особа/км².  Було 476 помешкань (382/км²).
Расовий склад населення:
| - 97,1 % — білих - 0,3 % — корінних американців - 0,3 % — чорних або афроамериканців - 0,3 % — азіатів |

До двох чи більше рас належало 1,6 %. Частка іспаномовних становила 1,7 % від усіх жителів.
За віковим діапазоном населення розподілялося таким чином: 25,0 % — особи молодші 18 років, 62,2 % — особи у віці 18—64 років, 12,8 % — особи у віці 65 років та старші. Медіана віку мешканця становила 36,6 року. На 100 осіб жіночої статі у місті припадало 99,0 чоловіків;  на 100 жінок у віці від 18 років та старших — 97,2 чоловіків також старших 18 років.
Середній дохід на одне домашнє господарство  становив 62 374 долари США (медіана — 51 719), а середній дохід на одну сім'ю — 69 794 долари (медіана — 59 453). Медіана доходів становила 45 263 долари для чоловіків та 36 950 доларів для жінок. За межею бідності перебувало 6,1 % осіб, у тому числі 6,8 % дітей у віці до 18 років та 4,4 % осіб у віці 65 років та старших.
Цивільне працевлаштоване населення становило 655 осіб. Основні галузі зайнятості: виробництво — 20,6 %, освіта, охорона здоров'я та соціальна допомога — 20,3 %, роздрібна торгівля — 13,3 %, транспорт — 11,3 %.